# Rebek
A rebek húros, vonós hangszer kicsi, hosszúkás, körteformájú testtel, vele szervesen egybesimuló nyakkal, tipikusan sarló alakú, oldalsó állású hangolókulcsokkal ellátott hangolófejjel. Általában két–három kvintenként hangolt húrja, bundozatlan fogólapja van.
Tágabb értelemben rebeknek nevezik az összes körte- és mandulaformájú, domború hátú vonós hangszert, vagy formájuktól függetlenül a kicsi, magas hangolású fidulákat. Európában a 11. század elejétől napjainkig sokféle ilyen típusú hangszer ismert, ezeket a műzenében elsősorban a középkorban, majd a reneszánsz korában használták.

## Leírása
A rebek körteformájú, domború hátú vonós lantféleség. Nyaka a testétől nem különül el élesen, hanem a test elkeskenyedő körvonalával egybesimul. Az üreges hangszertestet, a nyakat, és néha a hangolófejet is egy darab fából faragják ki. Fogólapként vagy a nyakrész magasítása szolgál, vagy külön darabból van ráillesztve, ahogy a rezonánstető is.
A rebekszerű vonós hangszerek hangolófeje, kulcsai, húrtartója, hanglyukai és a vonó formája az idők során sokat változtak. A húrláb néha egyenes, hogy a húrokat együtt lehessen vonóval megszólaltatni, de lehet íves, hogy lehetővé tegye az egyes húrokon külön való játékot. A régi rebekben nincs beillesztett lélekfa, de a késői, reneszánsz utáni leszármazottjaiban általában igen. A húrok száma legtöbbször három, de egytől ötig változhat, általában kvint hangközökre hangolva.
A rebekhez hasonló vonós lantokat Észak-Afrikában és Dél-Európában is kezdetben függőleges helyzetben szólaltatták meg a vonót alulról fogva, de Európában már korán elterjedt, sőt északon általánossá vált a fordított helyzet, mikor a hangszert a mai hegedűjátékhoz hasonlóan vállhoz támasztva használták felső vonófogással.

## Története
Európában a vonós hangszerek a 10–11. század fordulóján tűntek fel, elsősorban Bizáncon és a Balkánon keresztül terjedtek el. E korai fidulák egyik formaváltozata a rebekhez hasonló: körte vagy mandula formájú, domború hátú. A későbbi rebektől eltérően lapos hangolófeje, elülső vagy hátulsó állású kulcsai vannak, ami közép-ázsiai eredetet sejtet. Legtöbbször három húrja van, a középső burdonhúr, a szélsők lefogható játszóhúrok. Népi hangszerként ez a típus ma Anatóliában kamándzsa rumi, Bulgáriában gadulka és Görögországban krétai líra néven található meg. A rebek hangszernév az irodalomban kb. 1300 előtt nem fordul elő, e hangszerek neve Bizáncban lüra, nyugaton talán gigue. A zenetudomány ennek ellenére a bizánci líra elnevezés mellett a rebek hangszernevet is használja e zeneszerszámokra.

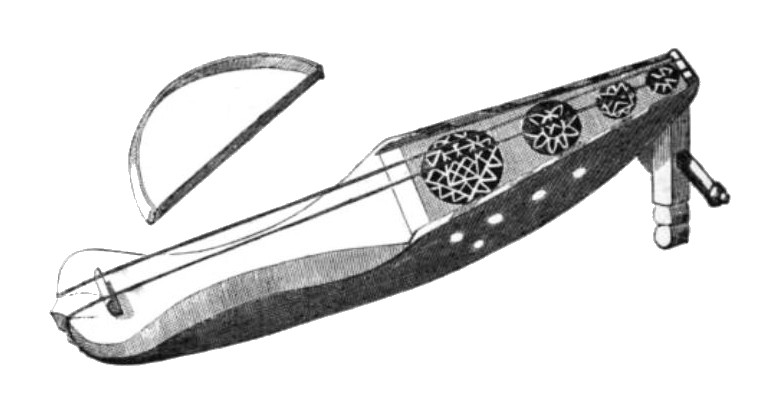
Északnyugat-afrikai Rebáb

A 13. század végétől kezdenek az európai irodalomban feltűnni az arab rebáb és hasonló hangszernevek származékai, mint a francia rebebe, reberbe, rebesbe, az angol rubube, rubebe, rybybe, ribible. Az északnyugat-afrikai rebáb egy vonós lantféleség, teste keskeny hajó- vagy körteformájú, nyaka nem különül el, bundozatlan, hangolófeje hátratört, két húrja, oldalsó állású kulcsai vannak. A testet bőr rezonáns fedi, az üreges nyakat pedig rézlap. Többek között a Cantigas de Santa Maria című, 1270 körül Kasztíliában keletkezett kézirat illusztrációi között is található ilyen hangszer ábrázolása.
A rebáb egy variánsa spanyol földön át juthatott el Európába, ahol a rebec, rabec, rebequin, rabecca, rebicchino, rebekke stb. neveket kapta. Juan Ruiz de Híta a 14. századi El Libro de buen Amor című művében említ egy „rabé morisco” (’mór rebek’) nevű hangszert, ami talán a rebábbal azonos, ugyanakkor egy másik fajta „rabé” is szóba kerül, amelyet nem részletez: ez bizonyára nem más, mint az európai rebek. A korabeli rebek szintén elnyújtott körte formájú, de rezonánsa már nem bőr, hanem falemez egy vagy több hanglyukkal, rozettával, nyaka magasított, vagy külön fogólap van ráillesztve, hangolófeje ekkortól már a guiterne-éhez hasonlóan sarló alakú.
A rebek 1480 körül volt népszerűsége csúcsán, de a 16. század első felében is kedvelt volt; Martin Agricola Musica instrumentalis deudsch című művében 1529-ben hangszercsaládként mutatja be. A 17. század első harmadáig használták, késői leszármazottja a pochette vagy táncmesterhegedű, amely korai formájában még a rebek felépítését követte.